# Slindonk
Slindonk, ook wel Slijndonck, is een gehucht in de deelgemeente Drongen in het Belgische Gent. Slindonk behoort tot Luchteren, de meest landelijke parochie in Drongen, en heeft geen eigen kerk. Het wordt doorsneden door de drukke N461, de weg van Drongen naar Merendree, ook wel gekend als Merendreesesteenweg.
Het gehucht wordt in het westen begrensd door de Kalebeek,in het noorden door de Oude Kale en de Borisgracht, in het oosten door de Meirebeek en in het zuiden door de gemeentegrens Gent-Nevele.

## Geschiedenis
De bebouwing van Slindonk lag vanaf de vroege middeleeuwen gegroepeerd rond een gemeenschappelijk dorpsplein, een dries genaamd. Dit dorpsplein van 6 ha had in de eerste plaats een landbouwfunctie: het was een verzamelplaats voor de bescherming en verzorging van het vee en een gemeenschappelijke weide voor de schapen, de varkens en het kleinvee van de aanpalende bewoners. Op de dries lag meestal ook een veedrinkpoel. Op het einde van de 11de eeuw was in Slindonk vooral de schapenteelt voor de wolproductie van belang.
De dries werd op het einde van de 18de eeuw geprivatiseerd. Elke hofstede nam het stuk grond in tussen de hoeve en de weg, die midden door de dries liep. Daardoor is de functie van de dries als gemeenschappelijk dorpsplein, die teruggaat tot in de middeleeuwen, verloren gegaan. Ondanks de privatisering is op de dries de bebouwing achterwege gebleven, is de oorspronkelijke afbakening van de dries nog duidelijk aanwezig en is een deel van de geprivatiseerde open ruimte nog steeds in landbouwexploitatie.
Deelgemeenten: Afsnee · Desteldonk · Drongen · Gent · Gentbrugge · Ledeberg · Mariakerke · Mendonk · Oostakker · Sint-Amandsberg · Sint-Denijs-Westrem · Sint-Kruis-Winkel · Wondelgem · Zwijnaarde

Overige dorpen, gehuchten en wijken:
Belgische gemeenten · Arrondissement Gent · Oost-Vlaanderen · Vlaanderen